# William Melling

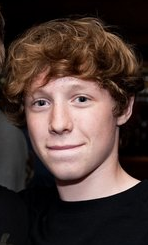
William Melling

William Melling (* 30. November 1994 in London) ist ein britischer Schauspieler.
Mit sechs Jahren hatte er seinen ersten Auftritt in einer Fernsehserie, mit neun Jahren gab er sein Kinodebüt im Kostümfilm Vanity Fair, einer Verfilmung des gleichnamigen Romans von William Makepeace Thackeray. Seine bislang bekannteste Rolle spielte er zwischen 2005 und 2011 als Hogwarts-Schüler Nigel Wolpert in vier der acht Harry-Potter-Filme. Nigel Wolpert ist eine der wenigen Figuren in den Harry-Potter-Filmen, die nicht in den Büchern von Joanne K. Rowling vorkommt, ist aber offensichtlich von den Figuren der Creevey-Brüder beeinflusst. Nach Harry Potter folgten weitere Auftritte im britischen Fernsehen für Melling.

## Filmografie (Auswahl)
- 2001: Smack the Pony (Fernsehserie, 1 Folge)
- 2004: William and Mary (Fernsehserie, 2 Folgen)
- 2004: Vanity Fair – Jahrmarkt der Eitelkeit (Vanity Fair)
- 2005: Harry Potter und der Feuerkelch (Harry Potter and the Goblet of Fire)
- 2007: Harry Potter und der Orden des Phönix (Harry Potter and the Order of the Phoenix)
- 2009: An Education
- 2009: Harry Potter und der Halbblutprinz (Harry Potter and the Half-Blood Prince)
- 2011: Harry Potter und die Heiligtümer des Todes: Teil 2 (Harry Potter and the Deathly Hallows: Part 2)
- 2014: Glue (Fernseh-Miniserie, Folge Rob/Tina)
- 2014–2015: Fried (Fernsehserie, 7 Folgen)
- 2016: Inspector Barnaby (Midsomer Murders; Fernsehserie, Folge The Village That Rose from the Dead)
- 2017: Frankie Drake Mysteries (Fernsehserie, 2 Folgen)